# Simon Jocher
Simon Jocher (* 25. Mai 1996 in Schongau) ist ein deutscher Skirennläufer. Er ist auf die Disziplinen Abfahrt und Super-G spezialisiert.

## Biografie
Jocher stammt aus Schongau in Oberbayern. Als Mitglied des Landeskaders des Bayerischen Skiverbandes begann er im Januar 2012 an FIS-Rennen teilzunehmen, zunächst hauptsächlich in den Disziplinen Riesenslalom und Slalom. Er schloss im selben Jahr eine kaufmännische Schulausbildung ab und stieg 2014 in den C-Kader des Deutschen Skiverbandes auf. Seither gehört er der Sportfördergruppe der Bundeswehr an. Im Februar 2015 nahm er erstmals an Europacup-Rennen teil, im März 2016 gewann er den deutschen Juniorenmeistertitel im Slalom. Ab der Saison 2016/17 begann er sich allmählich auf die schnellen Disziplinen Abfahrt und Super-G zu konzentrieren, im März 2017 war er Teilnehmer der Juniorenweltmeisterschaften in Åre, wo ein 15. Platz in der Kombination sein bestes Ergebnis war.
Ab der Saison 2018/19 fuhr Jocher regelmäßig in die Europacup-Punkteränge. Aufgrund seiner stetig besser werdenden Leistungen erhielt er im Dezember 2019 einen Weltcup-Startplatz. Beim Abfahrtstraining in Gröden zog er sich eine leichte Knieverletzung zu und musste knapp einen Monat lang pausieren. Seine Weltcup-Premiere hatte er schließlich am 1. Februar 2020 in Garmisch-Partenkirchen, wo er in der Abfahrt auf Platz 46 fuhr. Im November 2020 nahm Jocher an den US-amerikanischen Meisterschaften in Copper Mountain teil und gewann dort das Abfahrtsrennen vor Romed Baumann und Ryan Cochran-Siegle. Wenige Wochen später, am 29. Dezember 2020, fuhr er im Super-G auf der Pista Stelvio in Bormio überraschend auf Platz 15 und holte damit erstmals Weltcuppunkte.

## Erfolge

### Olympische Spiele
- Peking 2022: 13. Super-G

### Weltmeisterschaften
- Cortina d’Ampezzo 2021: 5. Alpine Kombination, 16. Super-G
- Courchevel 2023: 13. Alpine Kombination, 29. Super-G
- Saalbach-Hinterglemm 2025: 8. Team-Kombination, 18. Super-G, 30. Abfahrt

### Weltcup
- 2 Platzierungen unter den besten zehn

### Weltcupwertungen
| Saison  | Gesamt | Gesamt | Abfahrt | Abfahrt | Super-G | Super-G |
| Saison  | Platz  | Punkte | Platz   | Punkte  | Platz   | Punkte  |
| ------- | ------ | ------ | ------- | ------- | ------- | ------- |
| 2020/21 | 100.   | 40     | 48.     | 11      | 39.     | 29      |
| 2021/22 | 67.    | 116    | 27.     | 78      | 33.     | 38      |
| 2022/23 | 114.   | 32     | 47.     | 14      | 46.     | 18      |
| 2023/24 | 80.    | 80     | 41.     | 33      | 26.     | 47      |

### Europacup
- 2 Ergebnisse unter den besten zehn

### Juniorenweltmeisterschaften
- Åre 2017: 15. Kombination, 42. Abfahrt

### Weitere Erfolge
- 1 deutscher Meistertitel: Kombination 2021
- 4 Siege in FIS-Rennen